# Cantón Vega de Tepuzapa
Cantón Vega de Tepuzapa är en ort i Mexiko.   Den ligger i kommunen Tuzantán och delstaten Chiapas, i den sydöstra delen av landet, 900 km sydost om huvudstaden Mexico City. Cantón Vega de Tepuzapa ligger 172 meter över havet och antalet invånare är 269.
Terrängen runt Cantón Vega de Tepuzapa är varierad. Runt Cantón Vega de Tepuzapa är det ganska tätbefolkat, med 207 invånare per kvadratkilometer. Närmaste större samhälle är Huixtla, 7,9 km väster om Cantón Vega de Tepuzapa. I omgivningarna runt Cantón Vega de Tepuzapa växer i huvudsak städsegrön lövskog.